# True Shooting Percentage
Beim True Shooting Percentage (kurz: TS%, deutsch: „Treffendes Schussverhältnis“ bzw. „Tatsächliches Schussverhältnis“) handelt es sich um eine Kennzahl im Basketball, die Auskunft über die Trefferquote eines Spielers oder eines gesamten Teams gibt. Die Besonderheit ist, dass in diese Kennzahl sowohl die Treffer aus dem Feld (2- und 3-Punkte-Würfe) als auch die Treffer von der Freiwurflinie einfließen.
Berechnet wird die Kennzahl wie folgt:
{\displaystyle TS\%={\frac {PTS}{2(FGA+(0.44\times FTA))}}\times 100} 
Dabei steht
- PTS (points scored) für die Anzahl erzielter Punkte,
- FGA (field goal attempts) für die Anzahl der Wurfversuche aus dem Feld und
- FTA (free throw attempts) für die Anzahl der Freiwurfversuche.

Interessant ist die unterschiedliche Gewichtung der Treffer aus 2-Punkt-, 3-Punkt- und Freiwürfen. Ein erfolgreicher 2-Punkt-Wurf geht mit dem Faktor 1 bzw. 100 % in das TS% ein. Ein erfolgreicher 3-Punktwurf geht hingegen mit dem Faktor 3/2 bzw. 150 % und ein erfolgreicher Freiwurf mit dem Faktor 1/0,88 bzw. etwa 113,6 % in die Kennzahl ein. Der Wert von 0,44 berücksichtigt dabei, dass Freiwürfe für technische Fouls und Zusatzwürfe nach verwandelten Korbwürfen und für verhinderte Dreipunktwürfe nicht aus dem Ballbesitz eines Teams entstehen.
Die Gesamtgewichtung soll den unterschiedlichen Schwierigkeitsgraden der Würfe gerecht werden. Theoretisch ist es dadurch möglich, ein TS% von über 100 % zu erreichen. Aus diesem Grund kommt diese Kennzahl erst ab einer Anzahl von 15 Würfen sinnvoll zum Einsatz und die Rolle eines Spielers sollte bei der Beurteilung berücksichtigt werden. Das True Shooting Verhältnis eignet sich besser, um die Effektivität der Offensive vielseitiger Spieler zu vergleichen. Die meisten Seiten, die das True Shooting Verhältnis verwenden und abbilden, erlauben deswegen Anwendungs- und Berechnungsfilter.